# Slapen met het licht aan
Slapen met het licht aan is een single van de Nederlandse zangeres Tabitha en de eveneens Nederlandse zanger Nielson uit 2020. Het stond in hetzelfde jaar als zesde track op het album van Tabitha Hallo met mij.

## Achtergrond
Slapen met het licht aan is geschreven door Niels Littooij, Don Zwaaneveld, Lodewijk Martens, Matthijs de Ronden en Tabitha Foen-A-Foe en geproduceerd door Lodewijk Martens. Het is een nederpoplied waarin de artiesten zingen over het persoonlijk contact tussen mensen en wat er kan gebeuren als je niet meer met elkaar praat. De producers rondom Nielson hadden eerst een beat gemaakt voor het lied, voordat zij samen met Tabitha de lyrics van het lied schreven.

## Hitnoteringen
Het lied was enkel in Nederland succesvol. In de Top 40 werd de hoogste positie behaald; hier was de 23e plek de piekpositie. Het stond zes weken in deze lijst. In de Single Top 100 kwam het tot de 46e plek in de negen weken dat het in de lijst te vinden was.